# Vajdasági Szociáldemokrata Liga
A Vajdasági Szociáldemokrata Liga (szerbül Лига социјалдемократа Војводине / Liga socijaldemokrata Vojvodine, LSV) egy regionális szociáldemokrata politikai párt Szerbiában, a Vajdaságban.  

## Története

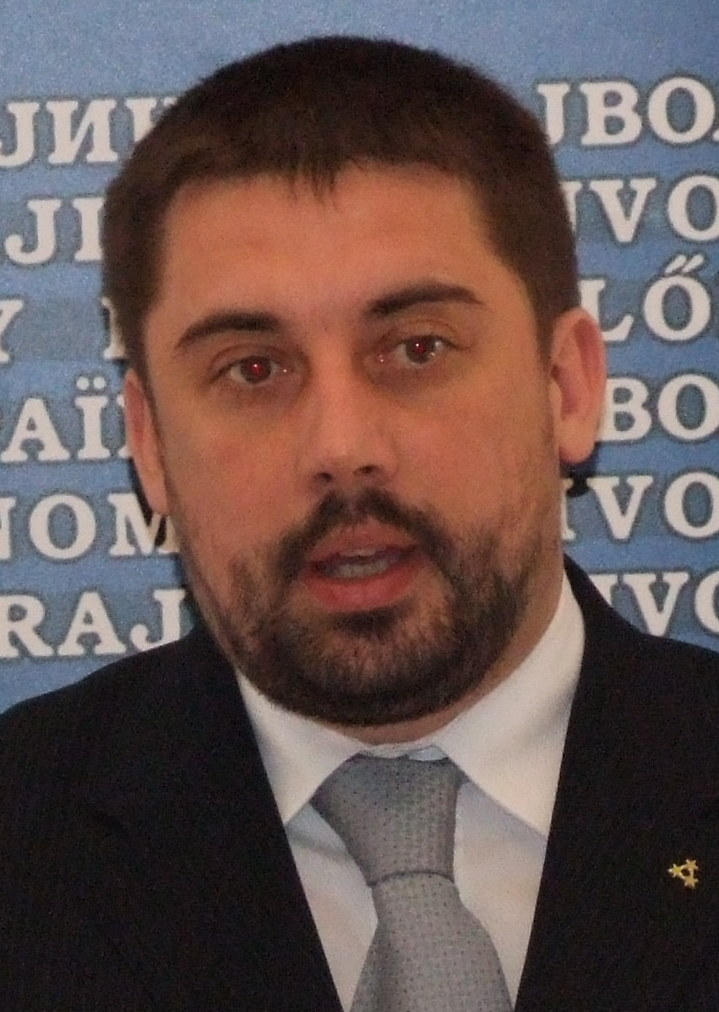
Bojan Kostreš pártelnök

Az 1990-es alapításkor elnöke Nenad Čanak lett. A párt híve volt annak, hogy a Vajdaságból Szerbiától független államot alakítsanak ki, bár Čanak egyik alkalommal kifejtette, hogy nem ez a célja. 2022 novemberében, 32 év pártvezetés után távozott Čanak, utódja Bojan Kostreš lett.

## Választási eredményei

### Országos parlamenti választások
| Választások | Szavazatok száma | Szavazatok aránya | Mandátumok száma | Mandátumok aránya | Parlamenti szerepe |
| ----------- | ---------------- | ----------------- | ---------------- | ----------------- | ------------------ |
| 1992-es     | 36 780           | 0,78%             | 0                | 0%                | nem jutott be      |
| 1993-as     | 41 097           | 0,96%             | 0                | 0%                | nem jutott be      |
| 1997-es1    | 112 589          | 2,72%             | 3                | 1,2%              | ellenzék           |
| 2000-es2    | 2 402 387        | 64,09%            | 6                | 2,4%              | kormánypárt        |
| 2003-as3    | 161 765          | 4,23%             | 0                | 0%                | nem jutott be      |
| 2007-es4    | 214 262          | 5,31%             | 4                | 1,6%              | ellenzék           |
| 2008-as5    | 1 590 200        | 38,42%            | 6                | 2,4%              | kormánypárt        |
| 2012-es6    | 863 294          | 22,07%            | 3                | 1,2%              | ellenzék           |
| 2014-es7    | 204 767          | 5,70%             | 5                | 2%                | ellenzék           |
| 2016-os8    | 189 564          | 5,02%             | 4                | 1,6%              | ellenzék           |
| 2020-as     | 30 591           | 0,95%             | 0                | 0%                | nem jutott be      |
| 2022-es     | –                | –                 | 0                | 0%                | nem indult         |

1 A Vajdasági Koalíció eredménye, melynek egyik ereje a Vajdasági Szociáldemokrata Liga
2 A Szerbiai Demokratikus Ellenzék eredménye, melynek egyik ereje a Vajdasági Szociáldemokrata Liga
3 Az „Együtt a Toleranciáért” koalíció részeként indult, amely nem szerzett mandátumot. A szám a koalíció eredménye
4 A 2007-es szerbiai parlamenti választásokon a Liberális Demokrata Párttal (LDP)és még több kisebb párttal közös listán indult, az LDP-GSS-SDU-LSV koalíció része volt, mely összesen 15 képviselői helyet szerzett. Ebből 4 hely jutott a Vajdasági Szociáldemokrata Ligának
5 Az Európai Szerbiáért koalíció eredménye, melynek egyik ereje a Vajdasági Szociáldemokrata Liga
6 A Változás egy Jobb Életért eredménye, melynek egyik ereje a Vajdasági Szociáldemokrata Liga
7 A Szociáldemokrata Párttal és még több kisebb párttal közös listán
8 A Szociáldemokrata Párttal és a Liberális Demokrata Párttal közös listán

### Helyi választások

A Vajdasági Szociáldemokrata Liga zászlaja

- A 2004-es vajdasági helyi választásokon a párt az Együtt Vajdaságért koalíció részese volt, mely akkor a szavazatok 9,44%-át szerezte meg, és a kormányzó koalíció részese lett.

## Külső hivatkozás
- A Vajdasági Szociáldemokrata Liga hivatalos honlapja